# Marvin Ekpiteta
Marvin Akpereogene Paul Edem Ekpiteta (26 de agosto de 1995) es un futbolista profesional inglés que juega como defensa en el club de campeonato EFL Blackpool. Anteriormente ha jugado para Chelmsford City, Witham Town, Concord Rangers, East Thurrock United y Leyton Orient.

## Trayectoria
En 2014, Ekpiteta comenzó su carrera senior en Chelmsford City, tras un período en las categorías inferiores del Oxford United. En enero de 2015, Ekpiteta firmó formularios de doble registro con Witham Town . Tras disputar 58 partidos de liga con el Chelmsford, en los que marcó tres veces, Ekpiteta fichó por los rivales de Essex, Concord Rangers, en 2016. En enero de 2017, después de hacer 22 apariciones en la Liga Nacional Sur para el club, Ekpiteta fichó por East Thurrock United, en un movimiento calificado como "ingenuo" por el gerente de Concord, Adam Flanagan.
El 31 de enero de 2018, Ekpiteta fichó por el club Leyton Orient de la Liga Nacional en un2 1⁄2Contrato años, siendo cedido nuevamente a East Thurrock como parte del acuerdo. Después de tres partidos cedido en East Thurrock, Ekpiteta fue llamado del club, haciendo su debut en Leyton Orient en una derrota por 1-0 ante Dover Athletic el 3 de marzo de 2018. El 9 de marzo de 2019, Ekpiteta anotó el gol de la victoria para Leyton Orient en la victoria por 1-0 contra Wrexham, en la que Orient reemplazó a Wrexham en la cima de la Liga Nacional. Al final de la temporada, Leyton Orient obtuvo el ascenso, y Ekpiteta hizo su debut en la Liga de Fútbol el 3 de agosto de 2019 en una victoria por 1-0 contra Cheltenham Town .
Ekpiteta firmó un contrato de dos años con Blackpool el 8 de julio de 2020. El 27 de enero de 2021 marcó su primer gol con el Blackpool en la victoria por 5-0 contra el Wigan Athletic Firmó otro contrato de dos años con el club el 8 de marzo de 2022. Ekpiteta fue nombrado jugador de la temporada de Blackpool para la temporada 2021-22 tanto por los seguidores del club como por sus compañeros de equipo.

## Selección nacional
En 2013, Ekpiteta fue convocado para Nigeria U20, con la que disputó dos partidos. El 10 de octubre de 2018, Ekpiteta hizo su debut con Inglaterra C en una victoria por 1-0 contra Estonia U23 .

## Estadísticas
| Club                 | Season       | League                | League | League | Domestic Cup | Domestic Cup | League Cup | League Cup | Other | Other | Total | Total |
| Club                 | Season       | Division              | Apps   | Goals  | Apps         | Goals        | Apps       | Goals      | Apps  | Goals | Apps  | Goals |
| -------------------- | ------------ | --------------------- | ------ | ------ | ------------ | ------------ | ---------- | ---------- | ----- | ----- | ----- | ----- |
| Chelmsford City      | 2014–15      | National League South | 25     | 2      | 2            | 0            | 0          | 0          | 0     | 0     | 27    | 2     |
| Chelmsford City      | 2015–16      | National League South | 33     | 1      | 0            | 0            | 0          | 0          | 1     | 0     | 34    | 1     |
| Chelmsford City      | Total        | Total                 | 58     | 3      | 2            | 0            | 0          | 0          | 1     | 0     | 61    | 3     |
| Concord Rangers      | 2016–17      | National League South | 22     | 0      | 0            | 0            | 0          | 0          | 0     | 0     | 22    | 0     |
| East Thurrock United | 2016–17      | National League South | 16     | 0      | 0            | 0            | 0          | 0          | 0     | 0     | 16    | 0     |
| East Thurrock United | 2017–18      | National League South | 29     | 0      | 2            | 0            | 0          | 0          | 2     | 0     | 33    | 0     |
| East Thurrock United | Total        | Total                 | 45     | 0      | 2            | 0            | 0          | 0          | 2     | 0     | 49    | 0     |
| Leyton Orient        | 2017–18      | National League       | 7      | 0      | 0            | 0            | 0          | 0          | 0     | 0     | 7     | 0     |
| Leyton Orient        | 2018–19      | National League       | 40     | 6      | 0            | 0            | 0          | 0          | 5     | 0     | 40    | 6     |
| Leyton Orient        | 2019–20      | EFL League Two        | 27     | 0      | 0            | 0            | 1          | 0          | 4     | 0     | 32    | 0     |
| Leyton Orient        | Total        | Total                 | 74     | 6      | 0            | 0            | 1          | 0          | 9     | 0     | 79    | 6     |
| Blackpool            | 2020–21      | EFL League One        | 28     | 2      | 4            | 0            | 1          | 0          | 1     | 0     | 34    | 2     |
| Career total         | Career total | Career total          | 227    | 11     | 8            | 0            | 2          | 0          | 13    | 0     | 245   | 11    |

1. 1 2

## Vida personal
El hermano de Ekpiteta, Marvel, también jugó al fútbol profesional.
En mayo de 2022, Jake Daniels, compañero de equipo de Blackpool de Ekpiteta, se declaró gay . Tras su anuncio, algunas de las publicaciones de Ekpiteta en las redes sociales que se remontan a 2012 y 2013 fueron señaladas como homofóbicas . Ekpiteta respondió eliminando las publicaciones y emitiendo una disculpa, diciendo que sus acciones de una década anterior "no reflejan de ninguna manera los valores que [él] tiene ahora". En respuesta, Daniels aceptó la disculpa y tuiteó que está "orgulloso" de ser compañero de equipo de Ekpiteta. El 30 de mayo, la Asociación de Fútbol emitió una advertencia formal a Ekpiteta por sus tuits.

## Palmarés
Oriente de Leyton
- Liga Nacional : 2018-19[17]
- Subcampeón del Trofeo FA : 2018-19[18]

Individual
- Jugador de la temporada de Blackpool: 2021-22[11]